# Беллу, Сотирия
Сотири́я Бе́ллу (греч. Σωτηρία Μπέλλου; 22 августа 1921, Халия — 27 августа 1997, Афины) — греческая певица, одна из известных исполнительниц музыки в стиле ребетика в послевоенный период.

## Биография
Родилась в деревне Халия (ныне Дросия около Халкиды) в богатой многодетной семье. Её отец, Кириак Беллос, был владельцем продуктового магазина в северной части Халкиды. Её дед, в честь которого она была названа, был православным священником. В юном возрасте Сотирия начала посещать церковь вместе с дедом и познакомилась с музыкой греческого православного богослужения. С трех лет начала петь. Фильм «Маленькая эмигрантка» с участием популярной певицы Софии Вембо стал переломным моментом в её жизни и подтолкнул к решению стать артисткой. Узнав о желании дочери, отец купил ей гитару и оплатил частные занятия.
В 1940 году Сотирия переехала в Афины. Её приезд в столицу совпал с началом Второй мировой войны. Италия объявила войну Греции. С  началом военных действий её семья полностью потеряла связь с ней, и лишь через семь лет они нашли друг друга. В эти годы она работала служанкой в доме богатого адвоката, затем сменила много других мест работы. В частности, она работала официанткой в ночном клубе в центре Афин и иногда пела там. Там её услышал известный исполнитель и композитор музыки стиля ребетика Василис Цицианис. С ним она записала первую свою грампластинку. В декабре 1948 года она перешла из клуба «Дзимис о хондрос» (Толстый Джим) в клуб «Парагаки», где работала с Маркосом Вамвакарисом.
Во время Второй мировой войны участвовала в греческом движении Сопротивления. Была поймана нацистами, подвергнута пыткам и тюремному заключению. В 1944 году приняла участие в Декабрьских боях против англичан и правых в составе городских отрядов ЭЛАС. В годы гражданской войны в Греции выступала сторонницей левых сил, неоднократно арестовывалась и содержалась под стражей.
Члены греческих крайне правых группировок не простили ей левой политической позиции и участия в гражданской войне. Однажды, когда Сотирия пела на сцене, молодчики зашли в клуб «Дзимис о хондрос», где она выступала, и потребовали, чтобы она исполнила известные песни правого движения. После отказа она была жестоко избита.

## Личная жизнь
В 1938 году 17-летняя Сотирия встретила своего будущего мужа Вангелиса Тримураса, кондуктора автобуса. Их брак продлился всего полгода, так как он издевался над ней, заставил сделать аборт. Во время одной из ссор она бросила в лицо мужу бутылку с купоросом, за что была приговорена к трëм годам и трëм месяцам лишения свободы. В заключении она провела три месяца до суда и один месяц в тюрьме Авероф в Афинах. После чего срок её заключения был сокращëн до шести месяцев. После оплаты залога она вышла на свободу.
Она не скрывала, что была лесбиянкой. Её личную жизнь осложняла приверженность к азартным играм и алкоголю, что в итоге привело её к нищете и необходимости лечения в психиатрической клинике.
Сотирия Беллу умерла от рака в Афинах 27 августа 1997 года и была похоронена по её просьбе на первом кладбище Афин рядом с Василисом Цицанисом.

## Творчество
Сотирия пела в лучших музыкальных клубах Афин, таких как Rosiniol, Tzimis o Hontros, Hydra, Triana, Falirikon и многих других. В середине 1960-х годов в результате культурного пробуждения музыкальный стиль ребетика стал пользоваться большой популярностью среди молодежи и достиг своего пика в 1980-х годах. Во многом этому способствовало творчество Сотирии Беллу.
Её выступления с 1941 по 1976 гг. многократно записывались и выпускались на грампластинках.

## Избранная дискография
- 1974 — Η Σωτηρία Μπέλλου τραγουδά Τσιτσάνη
- 1974 — Τα Παλιά του Καπλάνη
- 1976 — Σεργιάνι στον κόσμο
- 1976 — Σωτηρία Μπέλλου Νο 7: H ΑΡΧΟΝΤΙΣΣΑ ΤΟΥ ΡΕΜΠΕΤΙΚΟΥ
- 1977 — Σωτηρία Μπέλλου 8 : ΧΑΛΑΛΙ ΣΟΥ
- 1977 — ΑΦΙΕΡΩΜΑ ΣΤΗΝ ΣΩΤΗΡΙΑ ΜΠΕΛΛΟΥ Νο 2
- 1979 — ΤΑ ΡΕΜΠΕΤΙΚΑ ΤΗΣ ΣΩΤΗΡΙΑΣ Νο 9
- 1980 — ΤΑ ΡΕΜΠΕΤΙΚΑ ΤΗΣ ΣΩΤΗΡΙΑΣ Νο 10
- 1980 — ΛΑΪΚΑ ΠΡΟΑΣΤΙΑ
- 1981 — ΦΡΑΓΜΑ
- 1983 — Ο Αι Λαός
- 1984 — Σωτηρία Μπέλλου Νο 11 ΠΡΙΝ ΤΟ ΧΑΡΑΜΑ
- 1985 — Σωτηρία Μπέλλου -Στέλιος Βαμβακάρης ΑΝΟΙΞΑ ΠΟΡΤΑ ΣΤΗΝ ΖΩΗ
- 1985 — ΞΕΝΕΣ ΠΟΡΤΕΣ
- 1986 — Το ποτάμι
- 1985 — ΑΥΘΕΝΤΙΚΕΣ ΗΧΟΓΡΑΦΗΣΕΙΣ Η ΧΡΥΣΗ ΕΠΟΧΗ Νο 10
- 1987 — Σωτηρία Μπέλλου ΡΕΣΤΟΙ ΚΑΙ ΜΠΑΤΙΡΗΔΕΣ 10
- 1987 — 40 Χρόνια Σωτηρία Μπέλλου-
- 1988 — Sotiria Bellou
- 1989 — Σωτηρία Μπέλλου : H ΡΕΜΠΕΤΙΣΑ ΜΑΣ
- 1991 — ΤΑ ΛΑΙΚΑ ΤΗΣ ΣΩΤΗΡΙΑΣ ΜΠΕΛΛΟΥ
- 1993 — ΤΑ ΠΟΡΤΡΕΤΑ ΤΗΣ ΜΙΝΟΣ
- 1994 — ΜΕΓΑΛΕΣ ΕΠΙΤΥΧΙΕΣ
- 1995 — Laika Proastia
- 1995 — Rebetiko of Sotiria Bellou